# فرانك ماكورت

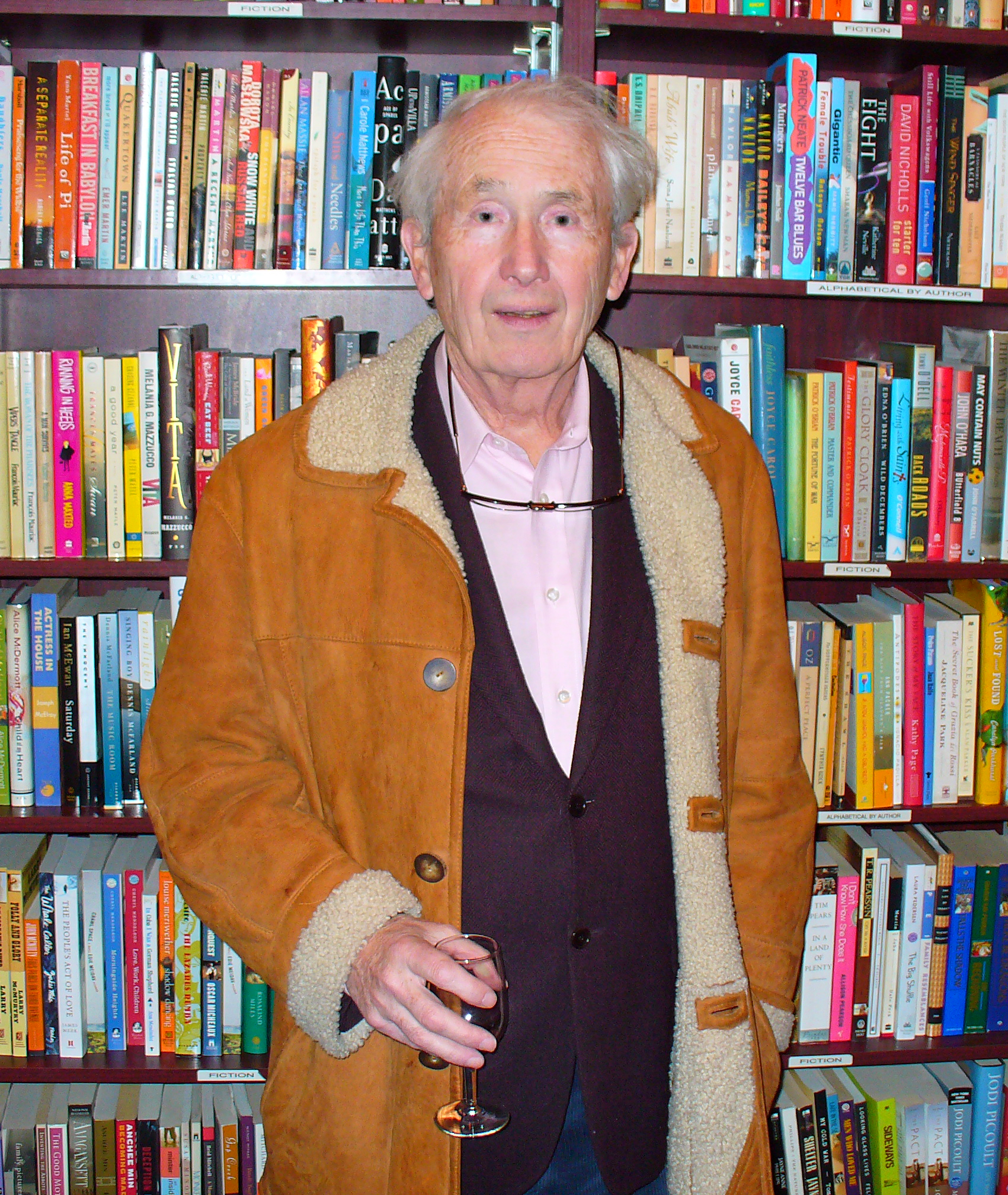
فرانك ماكورت

كان فرانسيس «فرانك» ماكورت (19 أغسطس 1930 - 19 يوليو 2009) مدرسًا وكاتبًا أيرلنديًا أمريكيًا. حصل على جائزة بوليتزر عن كتابه «رماد أنجيلا»، وهي مذكرات مأساوية عن البؤس والقذارة التي عاشها في طفولته.

## النشأة وتعليمه
ولد فرانك ماكورت في منطقة بروكلين الإدارية في مدينة نيويورك، في 19 أغسطس 1930 لأب هو ملاخي ماكورت (31 مارس 1901 - 11 ينأير 1985)، الذي ادعى كذبًا أنه كان في الجيش الجمهوري الأيرلندي خلال حرب الاستقلال الأيرلندية، ولأم كاثوليكية أيرلندية هي أنجيلا شيهان (1 ينأير 1908 - 27 ديسمبر 1981) من ليمريك. عاش فرانك ماكورت في نيويورك مع والديه وأربعة أشقاء أصغر منه، هم: ملاخي، وُلد في عام 1931؛ وتوأمان هما أوليفر ويوجين، وُلدا في عام 1932؛ وأخت صغيرة هي مارغريت، توفيت بعد 21 يومًا فقط من ولادتها. عادت العائلة إلى أيرلندا في عام 1934 في خضم الكساد العظيم. عجزت عائلة ماكورت عن العثور على عمل ثابت في بلفاست أو دبلن، وعانت من إدمان ملاخي ماكورت الأب على الكحول، وعادت إلى بلدتها الأصلية ليميريك، حيث غرقت في الفقر بشكل أعمق. كانوا يعيشون في حي فقير غارق بالمطر، وتقاسم الآباء والأطفال سريرًا واحدًا معًا، وكان والد ماكورت يصرف المال القليل الذي بحوزتهم على الكحول. وجد والده، الذي يعود أصله إلى الشمال ويحمل لهجة شمالية، أن هذا الإدمان يشكل ضغوطًا إضافية في رحلة العثورعلى عمل. توفي التوأمان أوليفر ويوجين في مرحلة الطفولة المبكرة بسبب ظروفهم البائسة، ووُلد صبيان آخران، هما: مايكل، الذي عاش فيما بعد في سان فرانسيسكو (حيث كان يطلق عليه «عميد السقاة») حتى وفاته في سبتمبر 2015؛ وألفونسوس، الذي نشر مذكراته الخاصة وتوفي في عام 2016. كاد فرانك نفسه أن يموت تقريبًا بسبب حمى التيفوئيد حين كان في الحادية عشرة من عمره. ذكر ماكورت أنه حين كان في الحادية عشر من عمره، غادر والده ليميريك للعثور على عمل في مصنع في زمن الحرب في كوفنتري بإنجلترا، ونادرًا ما كان يرسل الأموال لدعم أسرته. في نهاية المطاف، يروي ماكورت أن والده تخلي عن أمه تمامًا، وتركها لتربية أطفالها الأربعة الناجين، على حافة المجاعة، دون أي مصدر للدخل. انتهى تعليم فرانك المدرسي في سن 13 عامًا، حين رفضه الإخوة المسيحيون الأيرلنديون. عمل فرانك بعدها في وظائف غريبة وسرق الخبز والحليب في محاولة لإبقاء والدته وثلاثة إخوة على قيد الحياة.

## مسيرته

### مسيرته المبكرة
غادر ماكورت أيرلندا في أكتوبر 1949، حين كان في سن التاسعة عشر. كان قد وفر المال من وظائف مختلفة بما في ذلك عمله صبي توصيل برقيات، وسرق من إحدى صاحبات عمله، وهي مرابية، بعد وفاتها. أخذ قاربًا من كورك إلى مدينة نيويورك. قابل كاهن على متن السفينة وقدم له غرفة ليقيم فيها وعملًا في فندق بيلتمور بمدينة نيويورك. حصل على حوالي 26 دولارًا في الأسبوع من عمله وأرسل 10 دولارات منها إلى والدته في ليميريك. تبعه أخواه ملاخي ومايكل إلى نيويورك، ثم لحقت بهم والدتهم أنجيلا بعد ذلك. في عام 1951، جُنّد ماكورت خلال الحرب الكورية وأًرسل إلى بافاريا لمدة عامين في البداية لتدريب الكلاب، ثم عمل كاتبًا. بعد تسريحه من الجيش الأمريكي، عاد إلى مدينة نيويورك حيث عمل في سلسلة من الوظائف على الأرصفة وفي المستودعات وفي البنوك.

## مؤلفاته
- رماد أنجيلا (1996)
- كيف هي أمريكا؟ (1999)
- المدرس (2005)

## روابط خارجية
- فرانك ماكورت على موقع IMDb (الإنجليزية)
- فرانك ماكورت على موقع الموسوعة البريطانية (الإنجليزية)
- فرانك ماكورت على موقع مونزينجر (الألمانية)
- فرانك ماكورت على موقع ألو سيني (الفرنسية)
- فرانك ماكورت على موقع ميوزك برينز (الإنجليزية)
- فرانك ماكورت على موقع أول موفي (الإنجليزية)
- فرانك ماكورت على موقع قاعدة بيانات الأفلام السويدية (السويدية)
- فرانك ماكورت على موقع إن إن دي بي (الإنجليزية)
- فرانك ماكورت على موقع ديسكوغز (الإنجليزية)
- فرانك ماكورت على موقع قاعدة بيانات الفيلم (الإنجليزية)